# Pettinatura Italiana
Pettinatura Italiana S.p.A. è stata un'azienda italiana che operava nel settore tessile, chiamata anche familiarmente Pettina dai biellesi.
È arrivata ad occupare 2.000 dipendenti.

## Storia
La società viene fondata a Londra il 10 aprile 1905 come Società Anonima Pettinatura Italiana Limited da Carlo Trossi e soci inglesi, con sede legale a Bradford e stabilimento a Vigliano Biellese per la pettinatura conto terzi delle lane.
Lo stabilimento di Vigliano era già attivo dal 1882 creato sempre da Trossi insieme a Agostino Agostinetti, che nel 1905 uscì dalla società.
Nel 1916 agli inglesi subentrò la famiglia Rivetti (Lanificio Rivetti) e la società trasferì la sua sede in Italia. Nei pressi della Pettinatura venne anche creato un villaggio per i lavoratori e le loro famiglie con tanto di teatro (Teatro Erios), chiesa, lavatoio e macello.
Il 9 gennaio 2001 alle 17.50 nel reparto cardatura dell'impianto di Vigliano si verifica un grave incidente sul lavoro che porta alla morte di tre operai con conseguenze permanenti su altri sei. È la più grave tragedia sul lavoro mai avvenuta in una fabbrica tessile biellese.
Nel 2008 Pettinatura Italiana S.p.A. viene messa in liquidazione e lo stabilimento viene affittato alla società Pettinatura Italiana Vigliano 1905 S.r.l. che impiega 72 dei 190 dipendenti ex-Pettinatura Italiana.
Il 30 marzo 2012 anche PIV 1905 S.r.l. viene dichiarata fallita, affidata al liquidatore Rag. Giuseppe de Palma, ed il destino dei 57 lavoratori è tuttora incerto.